# كيري المهرج
كيري المهرج مسلسل دمى فرنسي من إنتاج شركة جين ايماج قدم في عام 1966 في 130 حلقة قامت مؤسسة الإنتاج البرامجي المشترك في عام 1981 بدبلجة المسلسل إلى 110 حلقة من المسلسل.

## قصة المسلسل
كيري مهرج يتنقل بين البلدان محاولاً رسم الفرحة والابتسامة على وجوه الصغار قبل الكبار، يتنقل بصحبة صديقه الطائر على عربة صغيرة ويؤدي عروضاً جميلة ولكننا نرى صديقنا كيري لا ينظر إلى المادة بشكل أساسي بل يعمد إلى توثيق صداقاته بالأخرين وجمع الذكريات السعيدة في كل رحلة.

## الشخصيات
- كيري المهرج
- ببغة ببغاء
- دردبيس
- نورة
- كركري الفأر
- عبده الكلب المحقق.

## المدبلجون
- لطفي عبد الحميد
- عصمت محمود
- لينا الباتع
- محمد حسن
- ياسر أبو الحببين
- عاطف شعبان

## روابط خارجية
- كيري المهرج على موقع IMDb (الإنجليزية)
- كيري المهرج على موقع كينوبويسك (الروسية)
- كيري المهرج على موقع ألو سيني (الفرنسية)